# Jean-Marie de Lanessan
Jean-Marie Antoine Louis de Lanessan ou Jean-Louis de Lanessan de son nom de plume, né à Saint-André-de-Cubzac (Gironde) le 13 juillet 1843 et mort à Écouen (Val-d'Oise) le 7 novembre 1919, est un naturaliste, médecin et homme politique français. 
Il fut professeur à la faculté des sciences de Paris, député radical (1881-1891 ; 1898-1906), gouverneur général de l'Indochine française (1891-1894), ministre de la Marine dans le cabinet Waldeck-Rousseau (1899-1902).

## Biographie
Après avoir commencé des études de médecine à Bordeaux, il entra à l'École de médecine navale de Rochefort, d'où il sortit aide-médecin. Huit ans durant, il navigua au large de l'Afrique et de la Cochinchine. N'ayant pu obtenir de servir sur l'escadre de la Baltique, en 1870, il démissionna de la Marine et fit la guerre comme chirurgien major des mobilisés de la Charente inférieure. Docteur en médecine en 1872, agrégé d'histoire naturelle en 1876, il assura les cours de zoologie à la faculté de médecine de Paris, tout en collaborant à la Revue Internationale des sciences biologiques.
Candidat autonomiste, il fut élu conseiller municipal de Paris en 1879. Il soutint la pétition de Rochefort pour élever un monument aux combattants de la Commune. En 1881, il fut élu député du Ve arrondissement et siège à l'extrême-gauche avec Henri Maret, menant un groupe libertaire qui refuse parfois de voter avec le radical Clemenceau.
En octobre 1881 il fonde Le Réveil, journal quotidien, qu'il abandonne pour La Marseillaise quelques mois plus tard. Il dirige, en outre, la revue Science et nature. Libre-penseur, franc-maçon et radical, il signe, en 1882, un projet de loi visant à supprimer la référence à Dieu dans le serment judiciaire. Il prend également part à toutes les discussions relatives à l'enseignement primaire et secondaire.
S'étant rapproché des opportunistes, il fut réélu, en 1885, député de la Seine sur une liste de concentration républicaine. Il vota pour l'expulsion des princes. L'année suivante, une mission de visite des territoires d'outre-mer lui fut confiée. Nommé gouverneur général de l'Indochine, en 1891, il acheva la « pacification » du Tonkin et dirigeait la Guerre franco-siamoise de 1893. Rappelé en France en 1894, il ne retrouva pas tout de suite un siège de député.  Candidat dans la 1re circonscription de Bordeaux, le 21 février 1897, il est battu. Il se présente à Lyon et il est élu, le 22 mai 1898, comme candidat républicain radical,  par 4 149voix, contre 4 127 à M. le général Voisin, ancien gouverneur de Lyon.
Si Lanessan ne joua qu'un rôle effacé dans l'Affaire Dreyfus, il n'en fut pas moins un dreyfusard. En 1897, il fut l'un des premiers, avec Clemenceau et Gabriel Monod, à apporter son soutien à Scheurer-Kestner. Lors d'un dîner, chez lui, le capitaine Martin Freystaetter, l'un des juges du premier conseil de guerre, fit part de son trouble concernant la condamnation de Dreyfus. Le 7 juillet 1898, pourtant, avec l'ensemble des députés, Lanessan se prononça pour l'affichage du discours du ministre de la guerre, Cavaignac, qui croyait avoir démontré de manière irréfutable, à l'aide de ce que l'on ne savait pas encore être le faux Henry, la culpabilité de Dreyfus. La révision ayant finalement été décidée, il vota, le 1er mars 1899, contre le dessaisissement de la Chambre criminelle au profit de la réunion des trois Chambres de la Cour de cassation. En dépit du « coup d’État judiciaire » que constituait le dessaisissement, le jugement de 1894 fut cassé, le 3 juin 1899. Lanessan se prononça pour l'affichage de l'arrêt de la Cour de cassation.
La crise politique qui suivit l'agression du président Émile Loubet à l'hippodrome d'Auteuil déboucha sur la formation du gouvernement de Défense Républicaine de Pierre Waldeck-Rousseau. Lanessan s'y vit confier le portefeuille de la Marine. C'était l'un des trois francs-maçons du cabinet (de 1900 à 1903, il fut conseiller de l'ordre du Grand Orient de France). Dans les jours qui suivirent le verdict de Rennes et la fameuse réunion au ministère du Commerce où Mathieu Dreyfus se laissa convaincre de demander à son frère d'accepter la grâce présidentielle et de retirer son pourvoi en révision, Lanessan et Georges Leygues téléphonèrent à Joseph Reinach. Ils le supplièrent - avec  succès - d'obtenir de Mathieu Dreyfus qu'il libère Millerand de sa promesse de démissionner si la grâce n'était pas immédiatement signée, promesse que les hésitations de Loubet le contraignaient à exécuter.

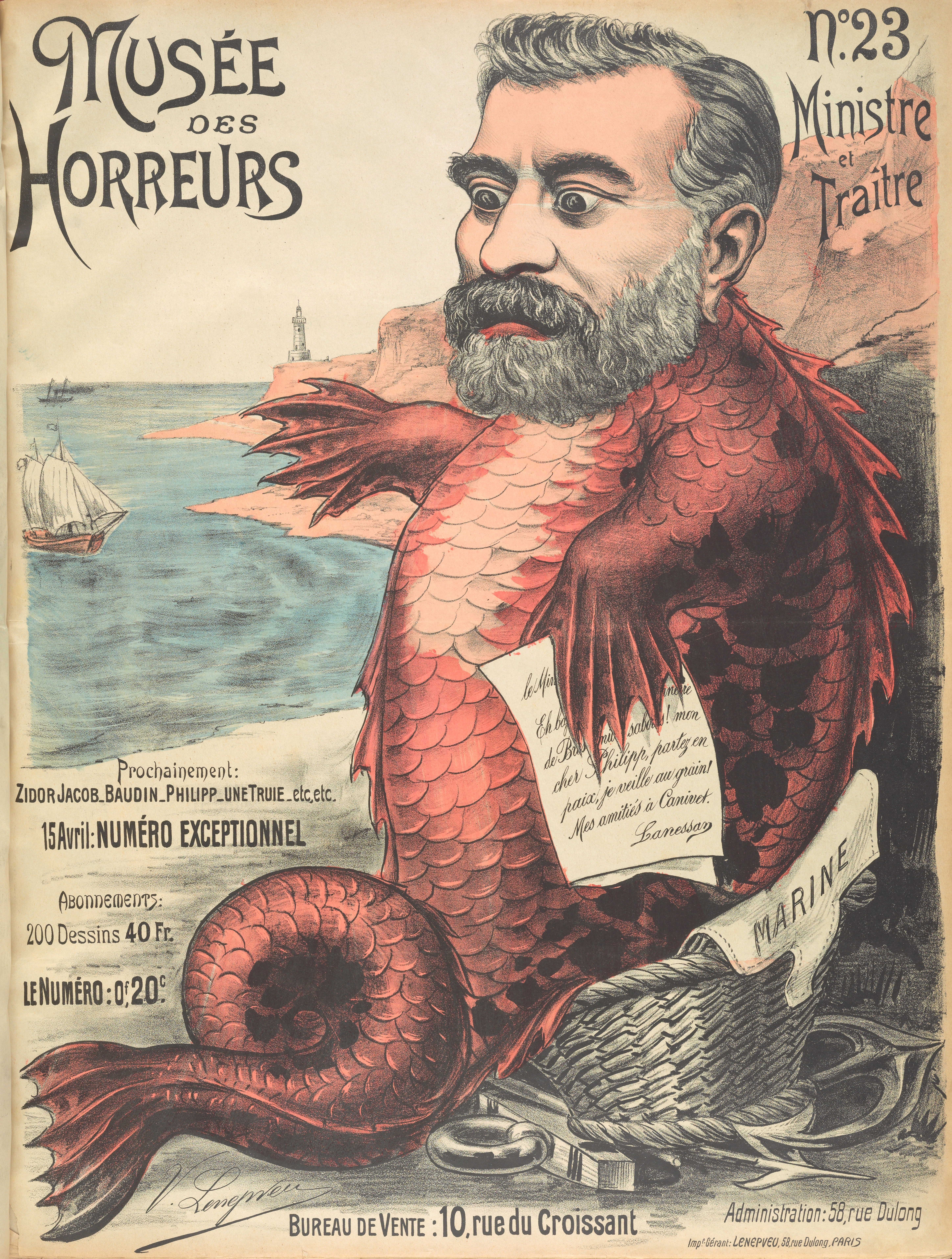
Caricature de Lanessan dans le Musée des Horreurs faisant allusion à sa mise en cause dans les affaires Canivet (1894) et Philipp (1900).

La crainte d'un coup d’État militaire rendait le poste de la Marine presque aussi sensible que celui de la guerre. Les officiers de Marine avaient la réputation d'être majoritairement réactionnaires et cléricaux. Lanessan, comme il était dans son tempérament, fit preuve de modération dans son souci de démocratiser la Marine. Certes, il plaça la Commission d'avancement dans la compétence du ministre mais il ne modifia pas le tableau et se contenta de timides mesures de laïcisation (suppression du vendredi saint sur les navires, neutralité confessionnelle des officiers). Son souci premier était le relèvement de la flotte française, dont l'alerte de Fachoda avait révélé le piètre état. De ce point de vue, il fut l'un des grands ministres de la Marine de la IIIe République. Rompant avec les doctrines navales de la Jeune École, qui donnaient la priorité aux petites unités, il fit adopter par le parlement, en 1900, un programme cohérent de construction navale comprenant six cuirassés.
Ayant quitté le pouvoir en juin 1902, il se montra très critique envers son successeur rue Royale, Camille Pelletan, qui ne faisait pas preuve de la même retenue que lui dans ses rapports avec les amiraux et qui en était revenu aux conceptions de la Jeune École. Le président du Conseil, Émile Combes lui-même n'échappait pas à ses reproches. Devenu, en 1904, directeur du Siècle - prestigieux journal qui, lors de l'Affaire, était comme un organe officieux de la Ligue des droits de l'homme - il mena campagne pour une conception libérale de la Séparation, et contribua ainsi à l'échec du projet sectaire conçu par Combes.
Après le décès de Pierre Savorgnan de Brazza, il préside en 1905 la commission qui rédige le rapport Brazza sur les responsabilités de l'administration coloniale dans les sévices subis par les indigènes au Congo français.

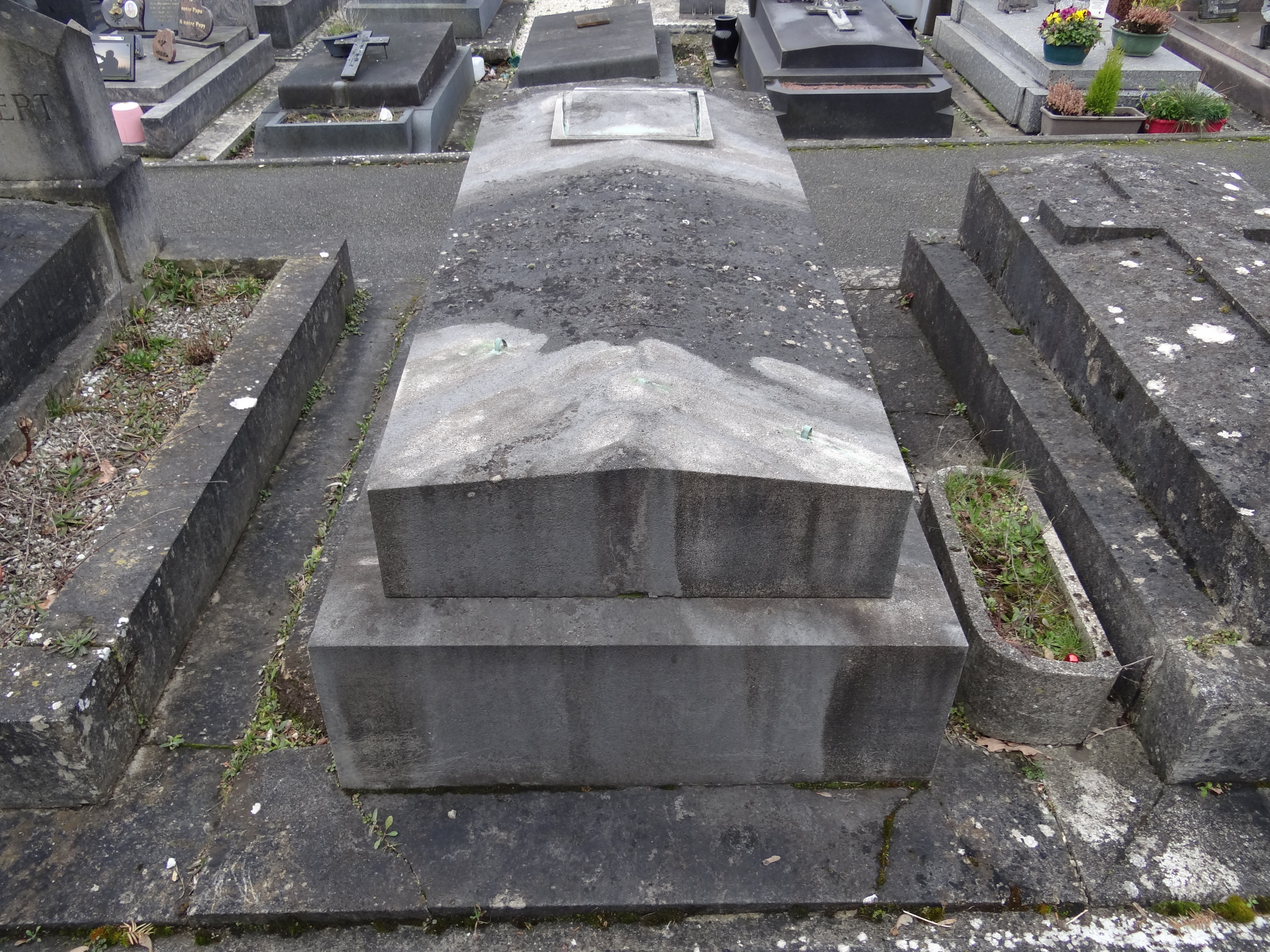
La tombe de Jean-Marie de Lanessan au cimetière d'Écouen (Val-d'Oise).

Battu à Lyon en 1906, il fut élu député de Rochefort en 1910, mais à nouveau battu en 1914. Il mourut dans sa propriété d'Écouen, le 7 novembre 1919 et sa tombe se trouve au cimetière d'Écouen. Les hauts et les bas de sa carrière parlementaire ne l'avaient pas empêché de poursuivre une réflexion philosophique, entreprise dans les années 1880, à la croisée de l'épistémologie, de la morale, de la sociologie et de la politique. L'originalité de sa pensée consiste à avoir tenté de concilier le darwinisme - alors récupéré par la droite révolutionnaire pour valider la thèse de l'inégalité des races - avec les principes de 1789 : « Il sort [des] mains [de la nature] des individus plus forts ou plus faibles. […] Il n'en est jamais sorti qu'elle eût institué propriétaire ou souverain d'un autre. »

## Principales publications
Un grand nombre de publications furent éditées par Octave Doin.
- Étude sur le Genre Garcinia (Clusiacées) et sur l'origine et les propriétés de la gomme-gutte, thèse (1872) Texte en ligne
- Du protoplasma végétal, thèse (1876)
- Manuel d'histoire naturelle médicale (4 volumes, 1879-1882)
- La Matière, la vie et les êtres vivants (1879)
- Étude sur la doctrine de Darwin : la lutte pour l'existence et l'association pour la lutte (1881)
- Traité de zoologie. Protozoaires (1882)
- La Botanique (1883)
- Le Transformisme : évolution de la matière et des êtres vivants (1883) Texte en ligne
- Flore de Paris (phanérogames et cryptogames), contenant la description de toutes les espèces utiles ou nuisibles, avec l'indication de leurs propriétés (1884)
- L'Église et l'État, conférence sur la séparation de l'Église et de l'État, faite à Chaumont ; et Lettres sur le Concordat, adressées aux lecteurs de la Gazette des travailleurs, suivies du texte du Concordat et des articles organiques (1884) Texte en ligne
- Introduction à la botanique. Le sapin, Paris, Félix Alcan, coll. «Bibliothèque scientifique internationale» (1885) Texte en ligne
- L'Expansion coloniale de la France : étude économique, politique et géographique sur les établissements français d'outre-mer (1886) Texte en ligne
- Les Plantes utiles des colonies françaises (1886, annexe aux notices coloniales publiées à l’occasion de l'exposition universelle d'Anvers en 1885) Texte en ligne
- La Tunisie (1887) Texte en ligne
- L'Indo-Chine française, étude politique, économique et administrative sur la Cochinchine, le Cambodge, l'Annam et le Tonkin (1889)
- La Marine française au printemps de 1890 (1890)
- La Colonisation française en Indo-Chine (1895) Texte en ligne
- La Morale des philosophes chinois : extraite des livres classiques de la Chine et de l'Annam, Paris, Félix Alcan, coll. «Bibliothèque de philosophie contemporaine» (1896)
- Principes de colonisation (1897) Texte en ligne
- La République démocratique : études sur la politique intérieure, extérieure et coloniale de la France (1897) Texte en ligne
- Le Programme maritime de 1900 à 1906 (1902)
- La Lutte pour l'existence et l'évolution des sociétés (1903) Texte en ligne
- La Concurrence sociale et les devoirs sociaux (1904) Texte en ligne
- La Morale des religions (1905)
- Les Enseignements maritimes de la guerre russo-japonaise (1905)
- L'État et les Églises en France, depuis les origines jusqu'à la séparation (1906)
- Les Missions et leur protectorat (1907)
- L'Éducation de la femme moderne (1908)
- La Morale naturelle (1908) Texte en ligne
- Le Bilan de notre marine (1909)
- La Lutte contre le crime (1910)
- Nos Forces navales : répartition et reconstitution (1911)
- La Répartition des flottes européennes et les obligations de la marine française (1912) Texte en ligne
- Nos Forces militaires (1913)
- La Crise de la République (1914) Texte en ligne
- Notre Défense maritime (1914)
- Transformisme et créationnisme : contribution à l'histoire du transformisme depuis l'Antiquité à nos jours, Paris, Félix Alcan, coll. «Bibliothèque scientifique internationale» (1914)
- L'Empire germanique sous la direction de Bismarck et de Guillaume II (1915) Texte en ligne
- Les Empires germaniques et la politique de la force, introduction à la guerre de 1914 (1915)
- Pourquoi les Germains seront vaincus (1915)
- Histoire de l'entente cordiale franco-anglaise : les relations de la France et de l'Angleterre depuis le XVIe siècle jusqu'à nos jours (1916)  Texte en ligne
- L'Idéal moral du matérialisme et la guerre (1918)

Traductions
- Friedrich A. Flückiger : Histoire des drogues d'origine végétale (2 volumes, 1878)
- August Mojsisovics (Edler von Mojsvar) : Manuel de zootomie, guide pratique pour la dissection des animaux vertébrés et invertébrés (1881)
- Friedrich Otto Wünsche : Flore générale des champignons (1883)

### Sources
- Le Temps (quotidien français) du 9 novembre 1919, nécrologie p. 4 Texte en ligne